# Apostolska nunciatura na Češkoslovaškem
Apostolska nunciatura na Češkoslovaškem je bilo diplomatsko prestavništvo (veleposlaništvo) Svetega sedeža na Češkoslovaškem, ki je imala sedež v Pragi.

## Zgodovina
Nunciatura je bila ustanovljena leta 1920 in ukinjena leta 1993. Njeno delo sta nadaljevali dve samostojni nunciaturi:
- Apostolska nunciatura na Češkem in
- Apostolska nunciatura na Slovaškem.

## Seznam apostolskih nuncijev
- Clemente Micara (1920 - 1923)
- Francesco Marmaggi (1923 - 1925)
- Pietro Ciriaci (1928 - 1934)
- Saverio Ritter (1946 - 1950)
- Giovanni Coppa (1990 - 1993)